# Samantha Bentley
Samantha Bentley, född 8 oktober 1987 i den södra delen av London, är en engelsk musiker, skribent och tidigare porrskådespelare. Hon har bland annat varit "Pet of the Month" för Penthouse och skriver återkommande för medier som Huffpost och publikationer inom Jerrick Media.

## Biografi

### Tidiga år
Bentley föddes och växte upp i södra London. Parallellt med studier på universitet, där hon läste formgivning, arbetade hon med striptease. Därefter påbörjade hon en karriär inom pornografisk film.

### Karriär i sexbranschen
Runt 18-19 års ålder inledde Bentley en verksamhet som glamourmodell, där hon bland annat synts som "sida 3-flicka" i The Sun. Hon bestämde sig för att försöka sig på en karriär inom porrbranschen efter att en tidigare pojkvän sagt till henne att det skulle vara "cool" om hon blev porrstjärna. Hon inledde detta arbete genom att filma sina egna amatörvideor, vilka inte längre är i hennes ägo.
När Bentley var 20 år gammal uppträdde hon i soloscener för en mjukpornografisk brittisk webbplats, där man presenterade henne som "Samantha B" (Samantha är hennes civila förnamn). Inledningsvis ville hon använda artistnamnet "Pixie May", men en av hennes vänner föreslog ett namn som liknade "Samantha B" – så fansen lättare kunde hitta henne.
Under sina två första år i branschen spelade Bentley bara in scener mot andra kvinnor. Hennes första hårdpornografiska scen filmades i Budapest 2011, för bolaget 21Sextury och med en tjeckisk motspelerska. Den första scenen mot en man producerades 2012, med Ian Tate och för Harmony Films; detta var också hennes första scen inkluderande analsex. Bentley syntes i augustinumret 2015 av Penthouse som tidningens "Pet of the Month".

### Andra medieframträdanden
Bentley har även synts i andra filmsammanhang. Hon spelade prostituerad i ett avsnitt i fjärde säsongen av HBO-serien Game of Thrones. Där figurerade hon i en badscen mot skådespelaren Liam Cunningham (han i rollen som "Davos Seaworth"). I april 2015 förannonserades även hennes medverkan i TV-seriens femte säsong.
Samantha Bentley har synts i en musikvideo för Wiz Khalifa. Dessutom har hon medverkat i bioproduktionen Look of Love.
I tryckta eller textbaserade medier har Bentley bland annat synts i Cosmopolitan UK. Detta skedde i numret från 19 augusti 2014, i samband med artikeln "14 weird questions about life as a porn star, answered by professionals". 7 februari 2016 publicerades i Huffpost hennes bloggtext med titeln "Women Against Feminism – A Pornstar's Point of View", där hon kritiserade feminister som ägnade sig åt skambeläggning av kvinnliga porrskådespelare. Hon har även fungerat som skribent för publikationer hos Jerrick Media i ämnen som sex, pornografi, nördkultur, yoga och hälsa.

### Andra aktiviteter
I april 2015 syntes Bentley som discjockey för klubben Total Uprawr i London Borough of Camden. Hon spelar även klassiskt piano. Inför den ryska rymdflygstyrelsens plan 2017 att skicka fyra makaker på en rymdresa till Mars deltog Bentley i en protestaktion arrangerad av PETA. Där lades Bentley 13 januari 2016 ner i en bassäng/pöl av låtsasblod, utanför Rysslands ambassad i London och kroppsmålad som en apa i en rymdfararhjälm.

## Uppmärksamhet och större utmärkelser
I den internationella branschdatabasen IAFD noterades sommaren 2025 omkring 380 pornografiska produktioner från 2010 till 2023. IAFD noterar hennes karriär inom den pornografiska branschen som avslutad 2023. Bland bolagen hon arbetat med flest gånger finns Metart Network (2011–2017), Twistys (2011–2014), DDF Network och Killergram Network (båda mellan 2012 och 2017), Harmony Films (2012–2018), Pure Play Media (2013–2016), Evil Angel (2013–2020) och franska Marc Dorcel (2013–2017).
Videor med Samantha Bentley har fram till sommaren 2025 visats drygt 130 miljoner gånger på den pornografiska videoplattformen XVideos.

### Priser och nomineringar (urval)
Bentley har mellan 2013 och 2019 erhållit 12 nomineringar vid AVN Awards-galan i Las Vegas, vilket vid två tillfällen lett till priser: 
- 2013 – AVN Award för Best All-Girl Group Sex Scene (med Brooklyn Lee & Ruth Medina; Brooklyn Lee: Nymphomaniac)[4]
- 2015 – AVN Award för Best Sex Scene in a Foreign-Shot Production (med Henessy & Rocco Siffredi;  Rocco’s Perfect Slaves 2)[4]

På den konkurrerande XBiz-galan nominerades hon alla år mellan 2014 och 2017 (totalt fyra gånger) till priset som Foreign Female Performer of the Year.

## Privatliv
2019 blev Samantha Bentley mor. Hon har i stora delar av sitt liv varit vegetarian.